# Unterseeboot 410
L' Unterseeboot 410 (U-410) est un U-Boot type VII C utilisé par la marine de guerre allemande pendant la Seconde Guerre mondiale, en grande partie utilisé dans la Méditerranée. Son insigne est une épée et bouclier.
L'U-410 est commandé par le Kapitänleutnant Kurt Sturm au cours de sa période d'essai et pour sa première patrouille, avant d'être commandé par l'Oberleutnant zur See Horst-Arno Fenski pour ses six patrouilles de combat. L'U-410 a coulé huit navires marchands, un navire Landing Ship Tank et un navire de guerre. Pour ses succès, Fenski reçoit la croix de chevalier de la croix de fer.

## Historique
L'U-410 effectue six patrouilles de guerre.

### Missions et naufrage
L'U-410 quitte Kiel le 27 août 1942, pour sa première patrouille. Le sous-marin, sous le commandement du Kapitänleutnant Kurt Sturm, coule le Newton Pine (Royaume-Uni) dans l'Atlantique. Il rejoint la base sous-marine de Saint-Nazaire le 28 octobre 1942, après 63 jours de mer. Sa deuxième sortie de 33 jours ne donne aucun résultat.
Sa troisième patrouille provoque le naufrage du navire britannique Fort Battle River, le 6 mars 1943. Il endommage également un autre navire britannique, le Fort Paskoyac. Il attaque ces deux navires au sud-ouest du Portugal. L'U-Boot est de retour à Saint-Nazaire le 27 mars 1943.

Sa quatrième sortie comporte la délicate traversée du détroit de Gibraltar, fortement défendu. Il se présente à La Spezia le 13 mai 1943, après avoir quitté Saint-Nazaire le 26 avril.
L'U-410 quitte La Spezia le 7 août 1943 et attaque le convoi UGS-14 au large de la côte algérienne. Il tire trois torpilles, touchant et coulant deux navires américains, le John de Bell (États-Unis) et le Richard Henderson (États-Unis) le 26 août 1943. Il prend le cap de Toulon y arrivant le 30 août. Le sous-marin perturbe le débarquement à Anzio, coulant un croiseur léger britannique et un LST américain.
Il est coulé par l'US Air Force à quai, à Toulon, lors d'un assaut aérien le 11 mars 1944.

### Commandants
L'U-Boot 410 a connu deux commandants :
- du 23 février 1942 au 4 février 1943 : Kapitänleutnant Kurt Sturm
- du 5 février 1943 au 11 mars 1944 : Oberleutnant zur See Horst-Arno Fenski

### Flottilles
L'U-Boot U-410 a été affecté à trois flottilles (Unterseebootsflottille) :
- 23 février 1942 - 31 août 1942 : 5. Unterseebootsflottille (5e flotte)
- 1er septembre 1942 - 31 mai 1943 : 7. Unterseebootsflottille (7e flotte)
- 1er juin 1943 - 11 mars 1944 : 29. Unterseebootsflottille (29e flotte)

### Meutes
L'U-410 a opéré avec des meute de loups, tactique d'attaque concertée de convois par un groupe de sous-marins.
1. Lohs (13 septembre 1942 - 22 septembre 1942)
2. Blitz (22 septembre 1942 - 26 septembre 1942)
3. Tiger (26 septembre 1942 - 29 septembre 1942)
4. Letzte Ritter (29 septembre 1942 - 1er octobre 1942)
5. Wotan 8 (8 octobre 1942 - 17 octobre 1942)
6. Raufbold 11 (20 décembre 1942)
7. Robbe (16 février 1943 - 13 mars 1943)

### Sauvetage des survivants duMV Rhakotis
Le 2 janvier 1943, l'U-410 sauve 80 survivants du navire de blocus MV Rhakotis ( Kriegsmarine) après que ce dernier ait été coulé par le HMS Scylla. Les naufragés sont retournés à Saint-Nazaire le lendemain. Parmi ces rescapés se trouvent deux Anglais.

### Naufrage duPenelope
Le 18 février 1944, le HMS Penelope  (Capitaine GD Belben), quitte Naples pour retourner dans la région d'Anzio. Il est torpillé à la position 40° 55′ N, 13° 25′ E par l'U-410. Une première torpille frappe le croiseur britannique dans la salle des machines arrière ; seize minutes plus tard, l'U-410 tire une autre torpille qui touche le Pénélope dans sa chaufferie, provoquant son naufrage immédiat. 415 membres d'équipage, dont le capitaine, sombrent avec le navire. Il y a 206 survivants. Le croiseur "Penelope" marchait à la vitesse de 26 nœuds (48 km/h) quand il a été touché.

### Naufrage de l'USS LST-348
Le 20 février 1944 le LST-348 ( United States Navy) (Landing Ship Tank) revient de Sicile, allant assurer le soutien de l'"Opération Shingle" à environ 40 milles au sud de Naples. Il est repéré par l'U-410, qui tire deux torpilles à environ 2 heures. Les deux projectiles heurtent le bateau à bâbord ; il coule 20 minutes plus tard.

## Liste des navires coulés
| Date              | Nom                 | Pavillon battu                  | Tonnage (GRT) | Faits          |
| ----------------- | ------------------- | ------------------------------- | ------------- | -------------- |
| 11 octobre 1942   | Newton Pine         | Royaume-Uni                     | 4 212         | Coulé          |
| 6 mars 1943       | Fort Battle River   | Royaume-Uni                     | 7 133         | Coulé          |
| 6 mars 1943       | Fort Paskoyac       | Royaume-Uni                     | 7 134         | Endommagé      |
| 26 août 1943      | John Bell           | USA                             | 7 242         | Coulé          |
| 26 août 1943      | Richard Henderson   | Royaume-Uni                     | 7 194         | Coulé          |
| 26 septembre 1943 | Christian Michelsen | Norvège                         | 7 176         | Coulé          |
| 1er octobre 1943  | Empire Commerce     | Royaume-Uni                     | 3 722         | Très endommagé |
| 1er octobre 1943  | Fort Howe           | Royaume-Uni                     | 7 133         | Coulé          |
| 15 février 1944   | Fort St. Nicholas   | Royaume-Uni                     | 7 154         | Coulé          |
| 18 février 1944   | HMS Penelope        | Royaume-Uni                     | 5 270         | Coulé          |
| 20 février 1944   | USS LST-348         | United States Navy (états-Unis) | 1 625         | Coulé          |

### Source et bibliographie
- (en) Cet article est partiellement ou en totalité issu de l’article de Wikipédia en anglais intitulé « German submarine U-410 » (voir la liste des auteurs).
- Chris Bishop, historien militaire (trad. de l'anglais par Christian Muguet), Les sous-marins de la Kriegsmarine : 1939-1945 : le guide d'identification des sous-marins [« The spellmount submarine identification guide : Kriegsmarine U-boats 1939-1945 »], Paris, Éd. de Lodi, 2008, 192 p. (ISBN 978-2-84690-327-1, OCLC 470721805, BNF 41298980)
- (en) Paul Kemp, U-Boats Destroyed : German Submarine Losses in the World Wars, Londres, Arms & Armour, 1999, 288 p. (ISBN 978-1-85409-515-2 et 1-854-09515-3, OCLC 43972253), p. 176.